# L'Incident du tricentenaire
L'Incident du tricentenaire (titre original : The Tercentenary Incident) est une nouvelle d'Isaac Asimov parue pour la première fois en août 1976 dans le magazine Ellery Queen's Mystery Magazine. Elle fait partie du recueil L'Homme bicentenaire paru en France en 1978.

## Résumé
Sous les yeux de dizaines de milliers de personnes et de l'agent de sécurité Lawrence Edwards, Hugo Allen Winkler, le très contesté cinquante-septième président des États-Unis, est désintégré alors qu'il allait célébrer le 4 juillet 2076 !
Mais… non ! Le président est là, sur l'estrade ! C'est un robot-sosie qui a été assassiné !
Deux ans plus tard, le 13 octobre 2078, Edwards reçoit Janek, le secrétaire personnel du Président. Tous deux admettent que le second mandat de Winkler a été bien meilleur qu'on ne s'y attendait et a amené de grands biens. Janek préférerait oublier "l'incident du tricentenaire", mais Edwards refuse. Il a entendu parler d'une arme secrète, un désintégrateur, qui est à la seule disposition des services secrets… et du Président.
Janek demande à Edwards si l'affaire visait donc à rehausser Winkler. Non, répond ce dernier, car un désintégrateur n'était pas requis pour un tel assassinat. Donc, l'assassin ne voulait rien laisser du corps, pour éviter qu'on ne découvre… qu'il s'agissait bien de Winkler, et non du robot, lequel montait à ce moment sur l'estrade. Et, en vertu des trois lois de la robotique, c'est un humain qui a tué. Cela parce que, dans l'intérêt de l'humanité, un robot ferait mieux que Winkler à la tête de l'État.
Janek tente plusieurs fois de convaincre Edwards de son erreur, mais ce dernier s'obstine. Janek finit par prendre congé… et planifie aussitôt l'assassinat d'Edwards, en pensant, soulagé, que le robot sera plus facile à tromper que Winkler.